# Greup
Greup is een dijkdorp in de Nederlandse provincie Zuid-Holland. Het dorp ligt in de gemeente Hoeksche Waard. Het valt voor het grootste deel onder Mijnsheerenland.
Greup is in de loop der tijd meerdere keren op andere wijze op kaarten weergegeven. In 1853 werd het aangeduid als Group, maar halverwege jaren 40 tot in de jaren 50 staat het vermeld als Groep. Pas op de kaart van 1968 staat "Greup".